# Imra Agotić
Imra Agotić (Gorjani, 12. siječnja 1943. – Zagreb, 18. ožujka 2012.), hrvatski general i prvi zapovjednik Hrvatskoga ratnog zrakoplovstva.

## Životopis
General zbora Imra Agotić je rođen 12. siječnja 1943. u Gorjanima. Završio je Vojnu akademiju Jugoslavenske narodne armije (JNA) i Školu narodne obrane, te magistrirao na Fakultetu prometnih znanosti u Zagrebu. Bio najvažniji kontraobavještajac 5. korpusa JNA u Banjoj Luci. 2. srpnja 1991. godine, tada s činom pukovnika, general Agotić odlazi iz JNA i stavlja se na raspolaganje Predsjedniku Republike Hrvatske dr. Franji Tuđmanu, koji ga svojom Odlukom od 10. kolovoza 1991. godine postavlja za v.d. načelnika stožera Zbora narodne garde (ZNG) i vršitelja dužnosti zapovjednika ZNG-a.
U listopadu 1991. godine predsjednik Franjo Tuđman je imenovao generala Agotića glavnim pregovaračem s predstavnicima JNA, čiji je predstavnik bio general Andrija Rašeta, o njihovom napuštanju državnog područja Republike Hrvatske. Pregovori su se vodili pod pokroviteljstvom "Promatračke misije Europske zajednice" u zagrebačkom hotelu "I" od 8. listopada 1991. do konca te godine. Mjesec dana kasnije promaknut je u čin general-bojnika. Odlukom Predsjednika RH u siječnju 1992. godine general Agotić je imenovan za prvog zapovjednika Hrvatskog ratnog zrakoplovstva i protuzračne obrane. Na Dan državnosti 1995. godine promaknut je u čin general-pukovnika Oružanih snaga Republike Hrvatske (HV).
U ožujku 1996. godine general Agotić je imenovan pomoćnikom načelnika Glavnog stožera Oružanih snaga Republike Hrvatske za Hrvatsko ratno zrakoplovstvo. Ovu dužnost je obnašao do 21. veljače 2000. godine kada ga je Predsjednik RH Stjepan Mesić imenovao svojim pomoćnikom za obranu i vojna pitanja.
Dana 31. prosinca 2002. godine general Agotić je umirovljen kao djelatna vojna osoba, prije čega je promaknut u čin generala zbora. Predsjednik Mesić 1. veljače 2003. godine imenovao ga je svojim savjetnikom za nacionalnu sigurnost. Dužnost je obnašao do 2005. godine. Godine 2003. general Agotić je svjedočio je u procesu protiv Slobodana Miloševića u Haagu pred Međunarodnim sudom za ratne zločine počinjene na području bivše Jugoslavije.
General Agotić je iznenada umro 18. ožujka 2012. Pokopu na generala Agotića na Mirogoju 22. ožujka 2012. prisustvovali su predsjednik Ivo Josipović, predsjednik Hrvatskog sabora Boris Šprem, predsjednik vlade Zoran Milanović i bivši predsjednik Mesić.
Citati:

## Odlikovanja
- Red Nikole Šubića Zrinskog[7]
- Red bana Jelačića[7]
- Spomenica Domovinskog rata[7]
- Spomenica domovinske zahvalnosti[7][8]
- Medalje - Bljesak, Ljeto '95. i Oluja[7]